# Quận của tỉnh Alpes-de-Haute-Provence
4 quận của tỉnh Alpes-de-Haute-Provence gồm:
1. Quận Barcelonnette, (quận lỵ: Barcelonnette) với 2 tổng và 16 xã. Dân số của quận này là 7.248 người năm 1990, 7.569 người năm 1999, tăng trưởng dân số là 4.43%.
2. Quận Castellane, (quận lỵ: Castellane) với 5 tổng và 32 xã. Dân số của quận này là 7.970 người năm 1990, và 8.125 người năm 1999, tăng trưởng dân số là 1.94%.
3. Quận Digne-les-Bains, (tỉnh lỵ của tỉnh Alpes-de-Haute-Provence: Digne-les-Bains) với 10 tổng và 65 xã. Dân số của quận này là 44.723 người năm 1990, và 48.128 người năm 1999, tăng trưởng dân số là 7.61%.
4. Quận Forcalquier, (quận lỵ: Forcalquier) với 13 tổng và 87 xã. Dân số của quận này là 70.942 người năm 1990, và 75.739 người năm 1999, tăng trưởng dân số là 6.76%.